# Fipar-Holding
Fipar-Holding (Holding Financière de Participations et d'Investissement) est une société d’investissement marocaine, filiale de la Caisse de dépôt et de Gestion (CDG), fondée en 1989.

## Histoire
Fipar-Holding a été créée en 1989 et a été rachetée par la Caisse de dépôt et de gestion  en septembre 2003.

## Vocation
Fipar-Holding est un investisseur financier actif ayant pour vocation de détenir et de gérer un portefeuille diversifié de participations structurantes, avec un objectif de rentabilité financière à moyen et long termes. Elle accompagne financièrement des investisseurs nationaux et internationaux d'envergure dans des projets structurants pour le Maroc. Son ambition est de participer au développement des Investissements Directs Etrangers au Maroc.

## Portefeuille
Principales entreprises du Portefeuille : Meditelecom, Lydec, Tanger Med, Ciments du Maroc, Crown Packaging Maroc, Renault Tanger Med, Air Liquide Maroc, Afma, etc.
Fipar-Holding n'a pas un secteur particulier de prédilection, c'est une société diversifiée présente dans de nombreux secteurs comme les télécoms, les utilities, l'industrie automobile, les cimenteries, l'emballage, etc. La société détient aussi des titres cotés à la Bourse des valeurs de Casablanca, ce qui assure une certaine liquidité de son portefeuille, cependant, elle investit en priorité sur du non coté, à différents stades de maturité, de la création au stade de développement.